# Tormenta tropical Lee (2011)
La tormenta tropical Lee fue la duodécima tormenta con nombre y la decimotercera tormenta de la temporada de huracanes en el Atlántico de 2011, se desarrolló como un disturbio tropical sobre el amplio océano Atlántico oeste el 1 de septiembre. El sistema fue designado como la tormenta tropical Lee al día siguiente. Debido al gran tamaño, así como el lento movimiento hacia delante de la tormenta, se produjeron fuertes y prolongadas lluvias en el sur de Luisiana, Misisipi, Alabama y la península de Florida. Lee fue el primer ciclón tropical que tocó tierra en Luisiana desde que el huracán Gustav en el 2008.